# Košeca
Košeca (in ungherese Kasza) è un comune della Slovacchia facente parte del distretto di Ilava, nella regione di Trenčín.